# Ituero y Lama
Ituero y Lama es un municipio y una localidad de España, en la provincia de Segovia, comunidad autónoma de Castilla y León. Tiene una superficie de 13,19 km². Está situado junto a las carreteras N-110 y N-VI, cerca de Villacastín, Navas de San Antonio y Zarzuela del Monte.

## Geografía

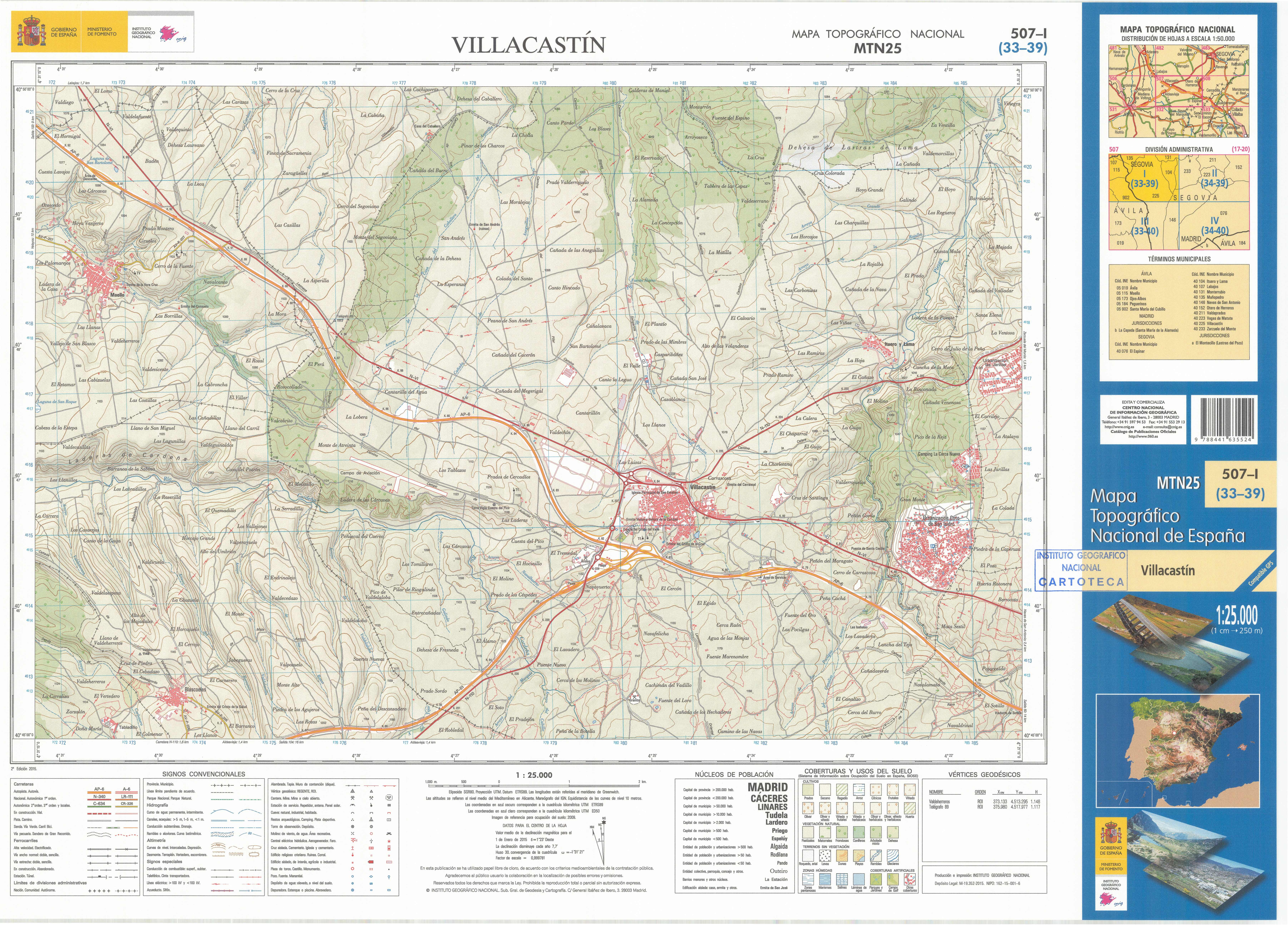
Fragmento de la hoja 507 del Mapa Topográfico Nacional de España de 2015 en el que se representa Ituero y Lama

Integrado en la Comunidad de Ciudad y Tierra de Segovia, concretamente en el Sexmo de San Martín, se sitúa a 33 km de la capital provincial. El término municipal está atravesado por la carretera N-110 entre los pK 222 y 223. 
El relieve del municipio es predominantemente llano, pero situado a elevada altitud. El río Piezga y varios arroyos cruzan el territorio. La altitud oscila entre los 1150 m al sur y los 960 m al norte. El pueblo se alza a 1005 m sobre el nivel del mar. 
| Noroeste: Monterrubio y Villacastín | Norte: Monterrubio                      | Noreste: Zarzuela del Monte |
| Oeste: Villacastín                  |                                         | Este: Zarzuela del Monte    |
| Suroeste: Villacastín               | Sur: Navas de San Antonio y Villacastín | Sureste: Zarzuela del Monte |

## Historia
Su fundación es de origen medieval, integrada y siendo capital del Sexmo de San Martín dentro de la Comunidad de ciudad y tierra de Segovia, la repoblación de la zona fue realizada por gentes procedentes de Galicia. La consolidación del núcleo se debe a la unión del caserío de Fituero y el de Lama.
Hasta la reforma de la nomenclatura municipal de 1916 el municipio se llamaba simplemente Ituero. En dicha fecha su nombre fue modificado por el de Ituero y Lama.
En 2007 empezaron a albergar población las recién creadas urbanizaciones del Coto de San Isidro y de la Cerca Nueva en su mayoría segundas viviendas vacacionales, estos dos núcleos suponían en 2023 el 82,5% de la población del municipio.

## Demografía
Cuenta con una población de 448 habitantes (INE 2024).
| Gráfica de evolución demográfica de Ituero y Lama entre 1842 y 2021 |
| |
| Población de derecho según los censos de población del INE Población de hecho según los censos de población del INEEn estos censos se denominaba Ituero: 1857, 1860, 1877, 1887, 1897, 1900 y 1910 |

| 62            | 74 | 82 | 100 | 105 | 131 | 286 | 333 | 362 | 365 | 358 | 365 | 379 | 424 |
| (Fuente: INE) |    |    |     |     |     |     |     |     |     |     |     |     |     |

Desde 2007 constan la urbanizaciones del Coto de San Isidro y la Cerca Nueva con 303 y 53 habitantes respectivamente en 2023, es decir el 82,5% de la población municipal.

## Símbolos
El escudo heráldico y la bandera que representan al municipio fueron aprobados el 22 de noviembre de 2000. El escudo se blasona de la siguiente manera:

En campo de sinople un hito romano de plata con la inscripción VERO. Bordura componada de doce piezas, seis de azur con un castillo de oro y seis de gules con una flor de lis de oro. Escudo Timbrado de la Corona Real Española.
Boletín Oficial de Castilla y León nº 39 de 23 de febrero de 2001

La descripción textual de la bandera es la siguiente:

Bandera cuadrada, de proporción 1:1, dividido en aspa en cuatro partes, las de arriba y abajo verdes, y la más cercana al aspa y opuesta blancas. Lleva sobrepuesto en el centro el escudo de armas timbrado de la villa de Ituero y Lama.
Boletín Oficial de Castilla y León nº 39 de 23 de febrero de 2001

## Administración y política
Lista de alcaldes
| Periodo   | Nombre                                                                         | Partido                   |
| --------- | ------------------------------------------------------------------------------ | ------------------------- |

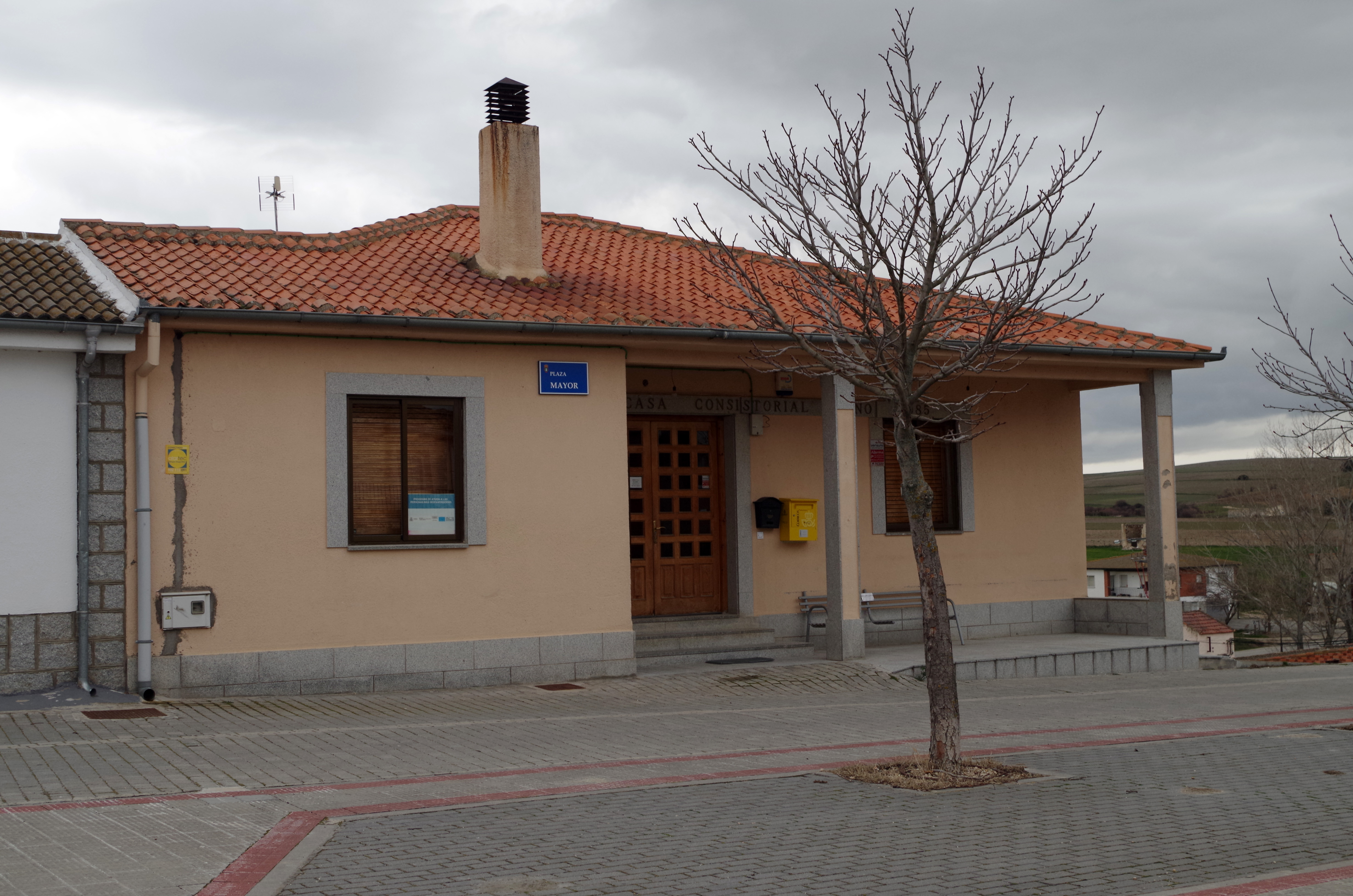
Casa consistorial, sede del Ayuntamiento

| 1979-1983 | Emilio de la Hoz Garcimartín                                                   | UCD                       |
| 1983-1987 | Fernando Garcinuño Martín                                                      | AP-PDP-UL                 |
| 1987-1991 | Fernando Garcinuño Martín                                                      | PDP                       |
| 1991-1995 | Fernando Garcinuño Martín                                                      | PP                        |
| 1995-1999 | Martín Garcinuño Iglesias                                                      | PP                        |
| 1999-2003 | Fernando Garcinuño Iglesias                                                    | PP                        |
| 2003-2007 | Fernando Garcinuño Iglesias                                                    | PP                        |
| 2007-2011 | Fernando Garcinuño Iglesias                                                    | PP                        |
| 2011-2015 | José Carlos Alonso Hernando (2011-2013)Miguel Aparicio López (2013-2015)       | PSOE                      |
| 2015-2019 | Laura Rubio Valverde                                                           | PP                        |
| 2019-2023 | Beatriz Ortega García (2019-09/01/2020)Miguel Aparicio López (09/01/2020-2023) | Solución VecinalPSOE + PP |
| 2023-act. | Laura Rubio Valverde                                                           | PP                        |

## Cultura

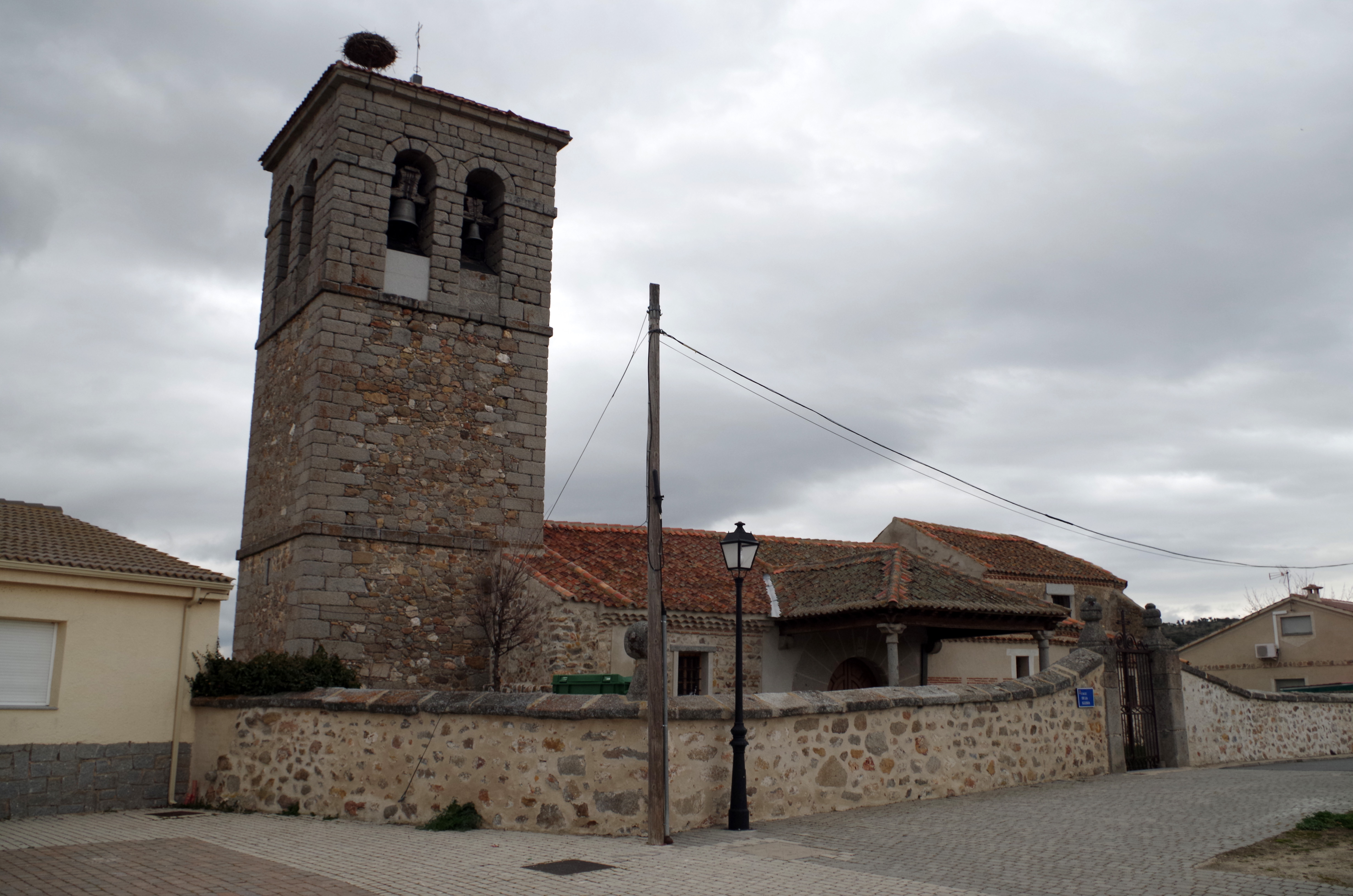
Iglesia parroquial de Santiago Apóstol

### Patrimonio
- Iglesia en honor a Santiago Apóstol, de estilo gótico;
- Corral del concejo, rehabilitado recientemente;
- Horno de cal, también restaurado;
- Paredón de Santa Elena, restos de una antigua ermita.[1]

### Fiestas
- San Santiago, patrón, el 25 de julio;
- Santa Bárbara, patrona, el 4 de diciembre.[1]

#### Urbanizaciones
- Fiesta de la Amistad, en el Coto de San Isidro, el primer sábado de julio.
- Fiestas de La Cerca Nueva, el primer sábado de agosto.[1]